# 凤阳城墙

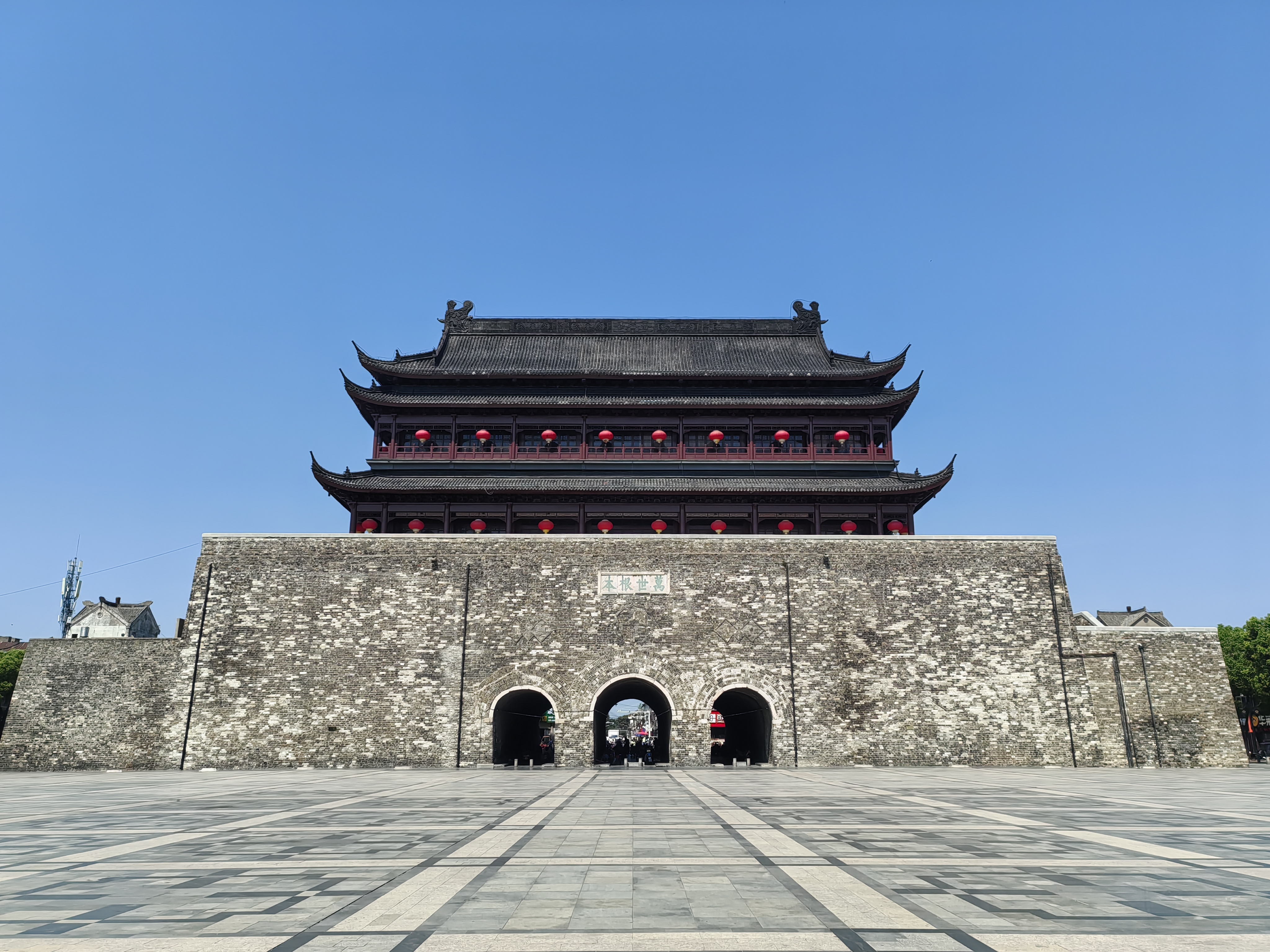
明中都鼓楼

凤阳府城，即凤阳城墙，为清代凤阳府之城垣，原址位于中华人民共和国安徽省滁州市凤阳县。1954年，凤阳府城城墙全部拆除。

## 历史
明洪武八年（1375年），凤阳府由临淮城迁至原明中都城内会同馆。清乾隆二十年（1755年）二月，修建凤阳府城，由凤阳知县郑时庆、颍州府通判吕辙负责营建。拆中都外城九门和包砖的两段城墙，以及中都钟楼，剥砖营建凤阳府城。乾隆二十一年正月，凤阳府城完工。光绪四年（1878 年），营建护城河。
民国时期，凤阳府城逐渐毁损，但基本完整。1954年，拆除府城城墙，仅存护城河。